# Ліпатов Віль Володимирович
Віль Володимирович Ліпатов (рос. Виль Влади́мирович Липа́тов; 10 квітня 1927, Чита, Російська РФСР — 1 травня 1979, Москва, Російська РФСР) — російський радянський письменник та журналіст. Представник літератури соціалістичного реалізму.
В 1952 закінчив історичний факультет Томського державного педагогічного інституту. В 1951—1956 роках працював журналістом, завідувачем відділу томської обласної газети «Красное знамя». Далі працював журналістом в партійно-радянських виданнях в Читі, Брянську; спеціальним кореспондентом газети «Советская Россия» (1964—1966). З 1967 року в Москві — спеціальним кореспондентом газет «Известия», «Правда», «Литературная газета».
Член КПРС (з 1957), член Спілки письменників РРФСР. Член, а в останні рокі життя секретар Спілки письменників СРСР.

## Екранізації
За його повістями в Україні створено телефільми:
- «Ще до війни» (1982)
- «Ігор Савович» (1986).